# Everlasting Love (album)
Everlasting Love – album kompilacyjny niemieckiej piosenkarki Sandry wydany w 1988 roku przez Virgin Records.

## Ogólne informacje
Wydawnictwo było drugą kompilacją Sandry, tym razem przeznaczoną jedynie na rynek anglojęzyczny. Składało się z wybranych utworów z poprzednich trzech studyjnych płyt artystki oraz remiksu piosenki „Everlasting Love”, który był wydany także na singlu i promował kompilację. Album ukazał się pod koniec 1988 roku jedynie w Wielkiej Brytanii, Ameryce Północnej i Australii, jednak nie wszedł na żadne listy sprzedaży.

## Lista utworów
| Lista utworów | Lista utworów              | Lista utworów |
| Nr            | Tytuł utworu               | Długość       |
| ------------- | -------------------------- | ------------- |
| 1.            | „Everlasting Love”         | 3:57          |
| 2.            | „Maria Magdalena”          | 3:57          |
| 3.            | „Secret Land”              | 4:41          |
| 4.            | „Heaven Can Wait”          | 4:02          |
| 5.            | „Hi! Hi! Hi!”              | 4:09          |
| 6.            | „We’ll Be Together”        | 4:08          |
| 7.            | „In the Heat of the Night” | 5:18          |
| 8.            | „Around My Heart”          | 3:17          |
| 9.            | „Little Girl”              | 3:10          |
| 10.           | „Loreen”                   | 4:11          |
|               |                            | 40:50         |